# Condado de Spencer (Kentucky)
O Condado de Spencer é um dos 120 condados do stado americano de Kentucky. A sede do condado é Taylorsville, e sua maior cidade é Taylorsville. O condado possui uma área de 497 km² (dos quais 15 km² estão cobertos por água), uma população de 11 766 habitantes, e uma densidade populacional de 24 hab/km² (segundo o censo nacional de 2000). O condado foi fundado em 1824. O condado proíbe a venda de bebidas alcoólicas.